# Motocicleta voladora Aerofex
La motocicleta voladora de Aerofex (en inglés: Tandem Duct Aerial Vehicle) es un vehículo en desarrollo capaz de ascender a una altura de 4,5 metros y de alcanzar una velocidad de 48 kilómetros por hora.
La nave posee dos rotores en lugar de ruedas, un sistema que ya se probó en la década de los 60 pero que fue abandonado debido a problemas de estabilidad. Sin embargo, la empresa Aerofex logró solventar este inconveniente mediante dos barras de control situadas a la altura de las rodillas que hacen posible que el vehículo responda rápidamente a las maniobras del conductor.
La primera prueba se llevó a cabo con éxito en septiembre de 2012, en el Desierto de Mojave (California, EE. UU.). Un segundo vuelo se ha planeado para octubre de 2012, y en 2013 se pondrá a prueba un modelo no tripulado.
Su tecnología futurista recuerda a la del universo ficticio de Star Wars.